# Dry Bridge (Perth and Kinross)
Die Dry Bridge ist eine Straßenbrücke nahe der schottischen Ortschaft Methven in der Council Area Perth and Kinross. 1981 wurde die Brücke in die schottischen Denkmallisten in der höchsten Denkmalkategorie A aufgenommen.

## Beschreibung
Es war Thomas Graham, 1. Baron Lynedoch, welcher die Brücke zu seiner privaten Nutzung erbauen ließ. Graham suchte damit auf dem Weg zu seinem Anwesen öffentliche Straßen zu vermeiden. Er beauftragte William Henry Playfair mit der Planung der im Jahre 1832 fertiggestellten Brücke. Der Mauerwerksviadukt überspannt eine Nebenstraße mit einem ausgemauerten Rundbogen. Dieser ist mit einem ornamentierten Schlussstein ausgeführt. Das Mauerwerk ist rustiziert. Die Brücke, der heute keine Bedeutung mehr zukommt, schließt mit einem Gesimse und einer wuchtigen Brüstung.